# Elburs (gorovje)
Elbủrs(perzijsko Reshteh-ye Kūhhā-ye Alborz) poznan tudi pod imenom AAlborz, Albourz, Alburz, je gorovje v severnem Iranu, ki se razteza od meje z Azerbajdžanom, vzdolž zahodne in celotne južne obale Kaspijskega jezera, nadaljuje proti severovzhodu in se v severnem delu Horasana združi z gorovjem Aladagh. Gorovje je razdeljeno na zahodni, osrednji in vzhodni del. Zahodni del Elbursa (običajno imenovan kot gorovje Tališ), se na jugovzhodu razprostira skoraj do zahodne obale Kaspijskega jezera. Osrednji del gorovja Elburs poteka od zahoda proti vzhodu, vzdolž celotne južne obale Kaspijskega morja, medtem ko vzhodni del poteka po severovzhodni smeri, proti severnem delu Horasan regije, jugovzhodno od Kaspijskega morja. Damavand, najvišja gora v Iranu, je v osrednjem delu gorovja Elburs.

## Etimologija
Ime Elburs izhaja iz imena Harā Bərəzaitī, legendarne gore, ki se omenja tudi v sveti knjigi Avesta. Ime legendarne gore izhaja iz protoiranskega imena Harā Bṛzatī (Hara = čuvaj, stražar + Brzant = visoko). Sorodno etimologijo ima tudi kavkaška gora Elbrus, katero ime je metateza imena Elbors.

## Geografija
Gorovje Elburs se razteza od severozahoda, od meje z Azerbajdžanom in Armenijo, preko južnega dela Kaspijskega morja in končuje na jugu, z mejo med Turkmenistanom in Afganistanom. Gorovje je široko samo od 60 do 130 km, a predstavlja naravno mejo med južno kaspijsko in iransko planoto. Damavand je s 5.621 metrov nadmorske višine najvišja gora v Iranu.

## Ekologija
Ekološko gledano so južna območja Elbursa v glavnem suha oz. polsuha, z zelo malo padavin in malo dreves, medtem ko severni deli spadajo v kaspijsko - hirkanijsko ekoregijo, ki je zelo bogata z gozdovi, pragozdovi in džunglami.
Juniper je najpogostejše drevo na nedostopnih območjih oziroma višjih legah južnega dela Elbursa, kjer rastejo tudi grmi s pistacijami, javorjem in mandlji. V severnem delu so bukovi in hrastovi gozdovi, raste tudi divja cipresa in v zahodnih dolinah centralnega Elbursa rastejo oljke.
Pomembne živali v gorovju so: Bezoarski kozorog, lisica, perzijski damjak, divji prašič, rjavi medved, perzijski leopard, indijski volk, kanja, gos, žolna, beloglavi jastreb, orel. Tudi izumrli kaspijski tiger je živel v Elbursu.

## Smučišča
Zaradi dobro zasneženih zim, je na območju Elbursa kar nekaj smučišč. Nekateri celo menijo, da so med najboljšimi smučišči na svetu, kot recimo Dizin, Šemšak, Točal in Darband.

## Vrhovi, jezera in znamenitosti
- Tangeh Savashi
- Alam Kuh
- Dizin
- Jezero Ovan